# مرادية (تركيا)
مرادية (بالأرمنية: Բերկրի)‏ (بالكردية: Bêgirî)‏ هي بلدة وقضاء في محافظة وان، تركيا.